# Danilo Neco
Danilo Montecino Neco (Mirandópolis, 27 gennaio 1986) è un ex calciatore brasiliano, di ruolo attaccante.

## Palmarès

### Club

#### Competizioni nazionali
- Supercoppa del Kazakistan: 1

Aqtobe: 2014